# Cheam Peak
Der Cheam Peak oder Mount Cheam (gesprochen [ʃɛm] oder [ˈʃi:æm] in englischer Aussprache, [ˈʃiːəm] in Halkomelem, der lokal verwendeten indigenen Sprache, was sich auf das unterhalb des Berges gelegene Tiefland bezieht) ist ein Berg in der kanadischen Provinz British Columbia. Der Halkomelem-Name Lhílheqey – Theeth-uhl-kay – vom Wort Lhelqey für „Gletscher“ oder „rehydrieren“ abgeleitet, bezieht sich auf den Westgrat des Berges.

## Beschreibung

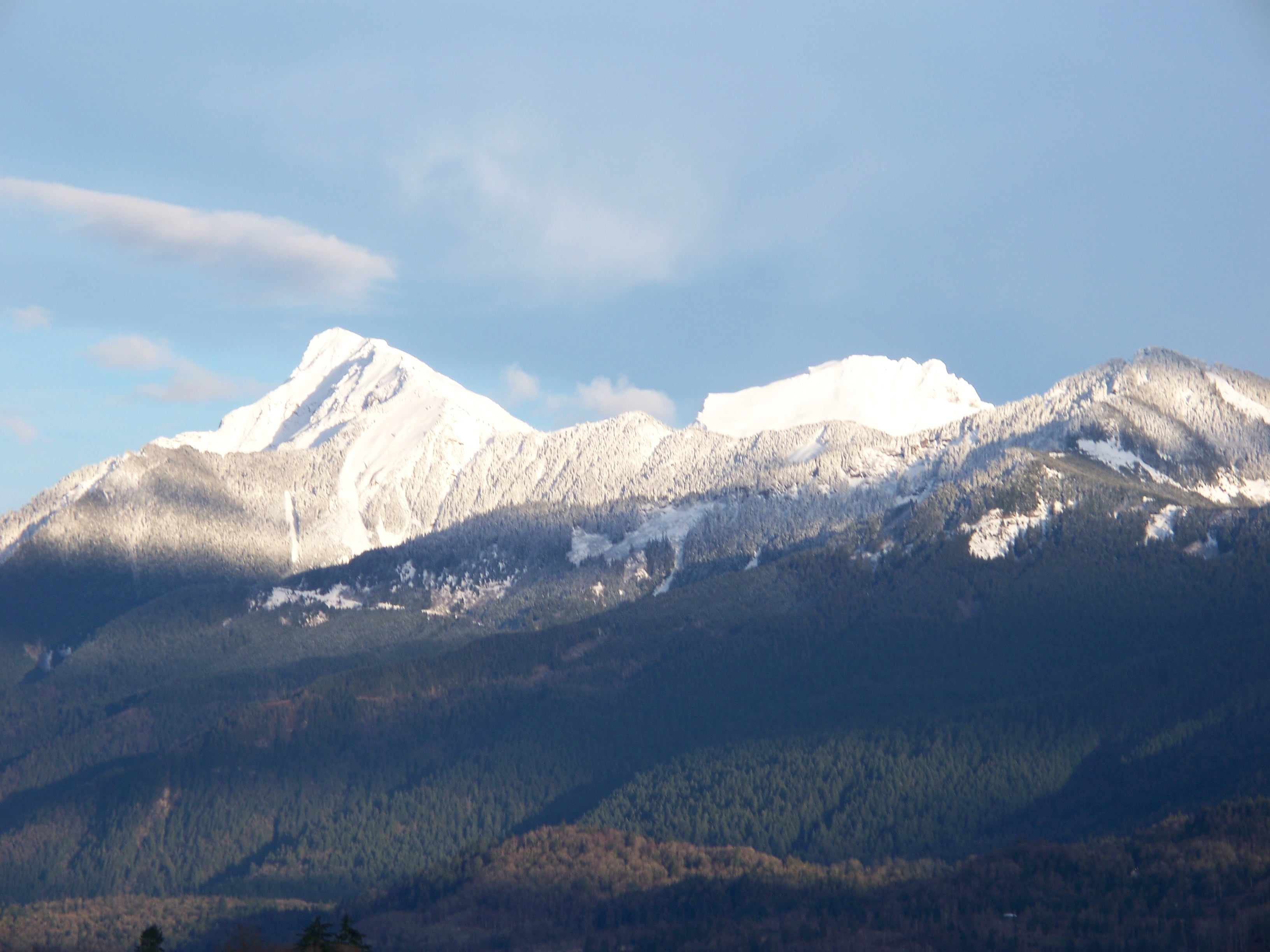
Mount Cheam im Januar, vom Fraser Valley aus gesehen

Der Aufbau des Mt. Cheam ist pyramidisch; es gibt eine Nord-, eine Nordwest-, eine Süd- und eine Ostflanke. Die Nordflanke ist die steilste, doch auch die Nordwestflanke zeigt sich blank. Ein Vorsprung endet im Nebengipfel „Red Pyramid“ (oder „Red Tower“) in 1.400 m Höhe und teilt die beiden nordwärts gerichteten Flanken. Der westliche Kamm trennt die Nordwest- von der Südflanke; unterhalb der sanft abfallenden Südflanke befindet sich der subalpine Trog des Spoon Lake. der Südost-Grat steigt vom Pass aus, der den Mt. Cheam vom Lady Peak trennt, 2 km nach Südosten hin an. Ein scharfer Grat trennt die Ost- von der Nordflanke.
Der Cheam Peak ist der nördlichste Gipfel einer kleinen Gebirgsgruppe, der Cheam Range, welche eine Untereinheit der Skagit Range in den Canadian Cascades bildet (welche die kanadische Erweiterung der North Cascades von Washington ist). Er dominiert das östliche Fraser Valley und erhebt sich über die Bridal Falls und Agassiz unmittelbar östlich von Chilliwack. Der Berg bildet mit drei weiteren Gipfeln eine als Four Sisters oder Four Brothers bezeichnete Gruppe, welche Teil des Gebirgszuges ist, der das Lower Mainland einrahmt; obwohl an klaren Tagen selbst von Vancouver Island aus sichtbar wie es der Cheam für das Eastern Valley ist, sind sie eher ein dominanter Teil der Berg-Skyline von Mission und den Gemeinden Hatzic, Dewdney and Deroche. An der Ostflanke schließt sich der Wahleach Lake an, welcher in einem von der Cheam Range umringten Hochtal liegt. Der Ostgrat des Cheam ist nicht der alpinen Stufe zuzurechnen, stark bewaldet und vom Tunnel der BC Hydro durchbrochen, der Wasser zum Kraftwerk Wahleach Powerhouse ableitet. Dieses liegt am Trans-Canada Highway, auf dem man den Cheam von Osten kommend zuerst erblickt. Einige Meilen weiter teilt sich der Highway am Fuß eines anderen Berges.

## Geschichte
Der Cheam Peak war Teil der mündlich überlieferten Geschichte der Sto:lo-Völker. Der Halkomelem-Name des Gipfels, Theeth-uhl-kay, bedeutet „die Quelle“ oder „der Ort, aus dem das Wasser entspringt“. Für die Sto:lo ist der Gipfel die „Mutter der Berge“ oder eine alte Frau, die über ihre im Tal wohnenden Kinder hinwegsieht. Der Lady Peak im Süden ist der Hund der alten Frau. Cheam, der offizielle Name des Gipfels, ist angeblich das Halkomelem-Wort für „wilde Erdbeeren“, wenn auch die Beschreibung des British Columbia Geographical Names Office den Namen für einen Verweis auf das unterhalb gelegene Flachland hält. Die Beschreibung umfasst den Bergkamm von Cheam Peak und Lady Peak sowie die unteren Hänge rund um den Spoon Lake und den oberen Airplane Creek.

## Aufstieg
Der erste dokumentierte Aufstieg wurde 1888 durch A. O. Campbell, Ebe B. Knight und ihre Seilschaft ausgeführt.
Die Nordflanke, steil über 2.000 m zum Talboden abfallend, wurde nur selten erklettert. Es gibt jedoch einen Wanderweg, der einen leichten Zugang zum Gipfel vom subalpinen Becken im Südwesten aus.

## Wandern

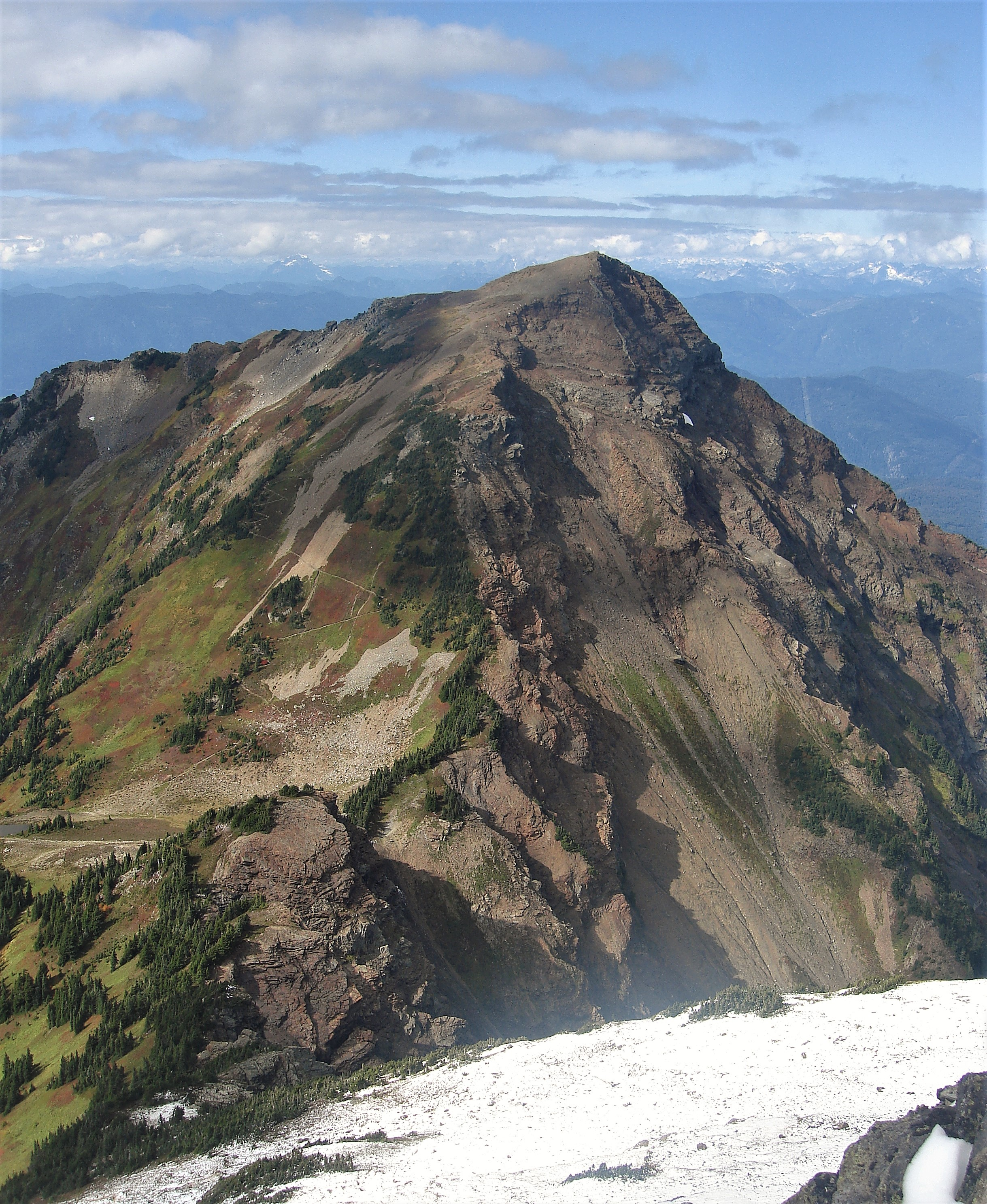
Mount Cheam vom Lady Peak aus

Der Einstieg zum Weg auf den Cheam Peak erfolgt über entwidmete Forstwege, die von der Chilliwack Lake Road an der Südseite des Cheam aus zugänglich sind. Der Zugang ohne allradgetriebenes Fahrzeug ist schwierig, aber möglich. Vom Zugang aus führt ein 3,8 km langer Wanderweg über subalpine Wiesen. Der Weg steigt dann mäßig steil über 632 m zum Gipfel an. Dieser bietet Ausblicke auf das Fraser Valley im Norden und Westen und auf die Cheam Range und die North Cascade im Süden.
Es ist auch möglich, den Lady Peak über eine Route zu behene, die auf halbem Weg vom Cheam Peak Trail abzweigt.

## Klima
In Bezug auf die Klimaklassifikation nach Köppen und Geiger herrscht am Gipfel des Cheam Peak ein Westküstenklima Nordamerikas. Die meisten Wetterfronten stammen vom Pazifik und bewegen sich ostwärts auf die Kaskadenkette zu, wo sie durch die Berge zum Aufsteigen (Windstau) gezwungen werden, was wiederum dazu führt, dass die enthaltene Feuchtigkeit in Form von Regen oder Schnee abgegeben wird. Im Ergebnis führt das zu hohen Niederschlägen in den Cascade Mountains, insbesondere zu starken Schneefällen im Winter. Die Temperaturen können unter −20 °C fallen, unter Berücksichtigung von Windchill-Einfluss unter −30 °C. Die Monate Juli bis September bieten die besten Wetterbedingungen für einen Aufstieg.